# Guofang Wei
Pour les articles homonymes, voir Wei.
Guofang Wei (née en 1965) est une mathématicienne sino-américaine qui travaille dans le domaine de la géométrie différentielle. Elle est professeure à l'Université de Californie à Santa Barbara.

## Formation et carrière
Guofang Wei est titulaire d'un doctorat en mathématiques obtenu à l'université SUNY Stony Brook à  24 ans. Son directeur de thèse était Detlef Gromoll. Sa thèse de doctorat, intitulée « Aspects of Positive Ricci Curved Spaces: New Examples and the Fundamental Group », produit de nouveaux exemples fondamentaux de variétés ayant une courbure de Ricci positive et est publiée dans le Bulletin de l'American Mathematical Society. Ces exemples sont ultérieurement complétés par Burkard Wilking.

## Travaux
En plus de son travail sur la topologie des variétés avec une courbure de Ricci  non négative, elle a terminé les travaux sur les groupes d'isométrie des variétés avec une courbure de Ricci non négative avec ses coauteurs Xianzhe Dai et Zhongmin Shen. Elle  effectue aussi d'importants travaux avec Peter Petersen sur les variétés à limites de courbure de Ricci  intégrale.
À partir de 2000, Wei commence à travailler avec Christina Sormani (en) sur les limites de variétés avec limites inférieures de courbure de Ricci en utilisant des techniques de Jeff Cheeger et Tobias Colding, en particulier la convergence de mesure métrique de Kenji Fukaya. Les espaces limite dans ce cadre sont des espaces de mesure métrique. Wei est invitée à présenter ce travail dans une série de conférences au Séminaire Borel en Suisse. Sormani et Wei  développent également  une notion appelée le spectre couvrant (covering spectrum) d'une variété riemannienne. Le Dr Wei effectue des recherches avec son élève, Sera Wylie, sur des espaces à mesure métrique lisse et le tenseur de Ricci de Bakry-Emery.
Guofang Wei est invitée deux fois à présenter son travail lors du prestigieux Geometry Festival (en) à la fois en 1996 et 2009.
En plus de mener des recherches, Guofang Wei  encadre l'équipe de Mathématiques de la Dos Pueblos High School, qui remporte la deuxième place dans la compétition Prix International Shing-Tung Yau de Mathématiques au secondaire, à Pékin, en 2008.

## Prix et distinctions
En 2013, elle devient fellow de l'American Mathematical Society, pour « ses contributions à la géométrie riemannienne globale et sa relation avec la courbure de Ricci ».

## Sélection de publications
- « Examples of complete manifolds of positive Ricci curvature with nilpotent isometry groups », Bull. Amer. Math. Soc. Vol. 19, no. 1 (1988), 311-313.
- avec X. Dai and Z. Shen : « Negative Ricci curvature and isometry group », Duke Math J. 76 (1994) 59-73.
- avec X. Dai and R. Ye : « Smoothing Riemannian manifolds with Ricci curvature bounds », MANUSCR MATH, vol. 90, no. 1, pp. 49–61, 1996.
- avec P. Petersen : « Relative volume comparison with integral curvature bounds », GAFA 7 (1997) 1031-1045.
- avec C. Sormani : « The covering spectrum of a compact length space », Journal of Diff. Geom. 67 (2004) 35-77.
- avec X. Dai and X. Wang : « On stability of Riemannian manifolds with parallel spinors », Invent Math, vol. 161, no. 1, pp. 151–176, 2005.
- avec W. Wylie : « Comparison Geometry for the Bakry-Emery Ricci Tensor », Journal of Diff. Geom. 83, no. 2 (2009), 377-405.